# Вестъётские хроники
Вестъётские хроники — принятое в науке название трёх, написанных на вестъётском диалекте древнешведского языка, хроник: «Лагманы вестъётов», «Христианские короли Швеции» и «Перечень епископов». Сохранились в качестве приложений к «Старшему» Вестъёталагу (сборнику обычного права обл. Вестеръётланда, составленному около 1220 г.) в рукописи 1280 г.
«Лагманы вестъётов» - рассказывает о девятнадцати лагманах от язычника Лумба до Фольке (около 1250 г.). Сведения о большинстве из них, как правило, очень скудны: имя и место рождения (и смерти), иногда, кроме того, дана краткая характеристика (например, «он был жестоким и злым» или «миролюбивый и справедливый человек» и т. п.).
«Христианские короли Швеции» - перечислены восемнадцать королей Швеции, от Олафа Шётконунга (около 995 — около 1022) до Юхана Сверкерссона (1216—1222). Краткие биографии королей сообщают о месте их рождения и смерти (иногда об её причине) и числе лет правления. Характеристики отдельных королей даются в зависимости от их военных успехов, соблюдения ими законов и прежде всего от их отношения к вестъётам.
«Перечень епископов» - кратко описывает семнадцать епископов Скары от легендарного Зигфрида (начало XI в.) до Стена (был епископом до 1238 г.). Сообщается о месте рождения и смерти и деяниях каждого из них, особо отмечается строительство ими церквей, преумножение (или наоборот преуменьшение ими) богатств и земельных владений епископства и их отношение к людям.

## Издания
- Corpus iuris sveo-gothorum antiqui, vol. I. Stockholm, 1827, p. 295—307.

## Переводы на русский язык
- Три вестъетские хроники / пер. С. Д. Ковалевского // Средние века, Вып. 45. 1982.